# Sumvitg
Sumvitg é uma comuna da Suíça, no Cantão Grisões, com cerca de 1.416 habitantes. Estende-se por uma área de 101,83 km², de densidade populacional de 14 hab/km². Confina com as seguintes comunas: Disentis/Mustér, Linthal (GL), Lumbrein, Medel, Obersaxen, Trun, Vrin.
A língua oficial nesta comuna é o Romanche.

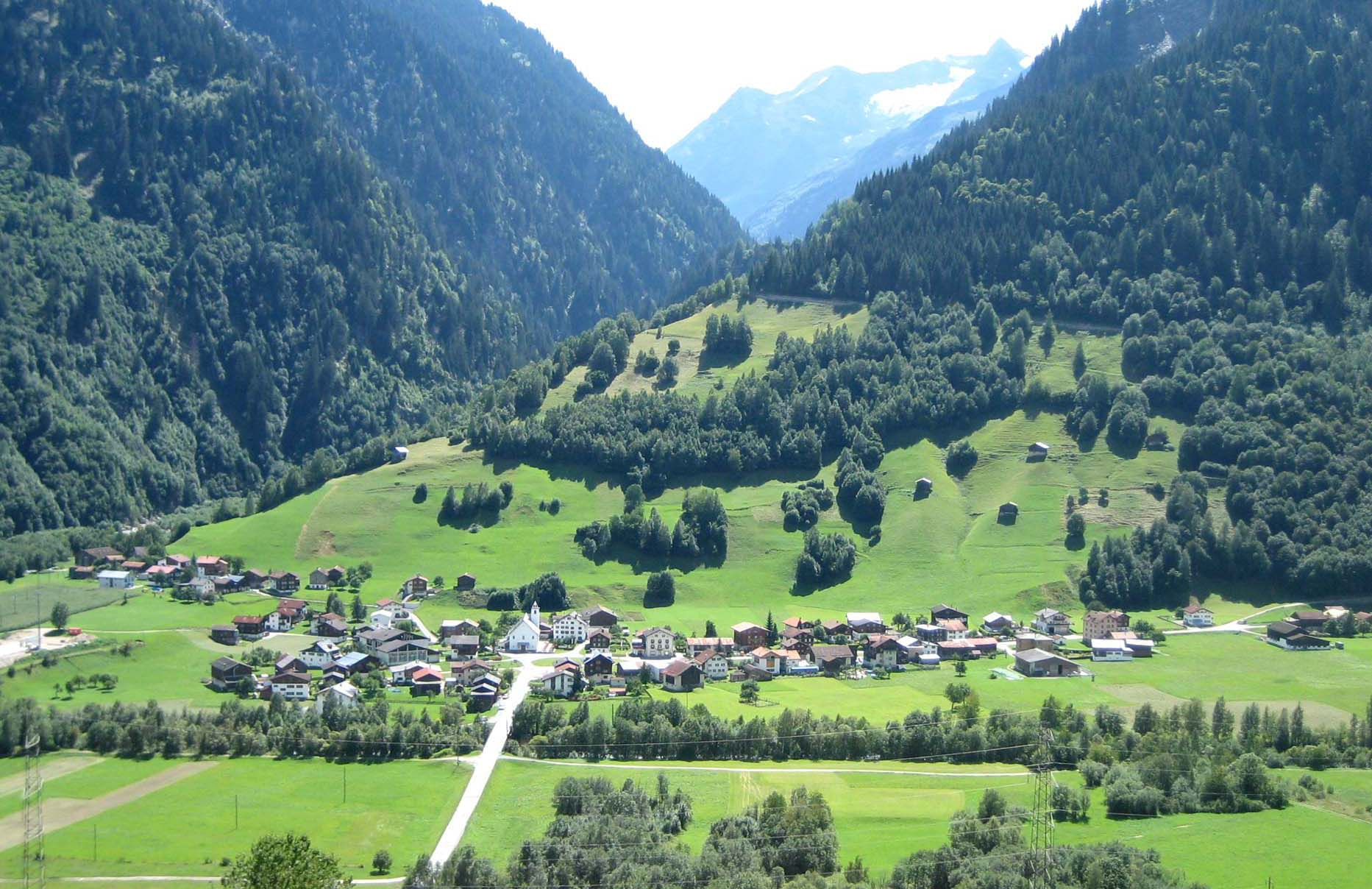
Visão geral de Sumvitg

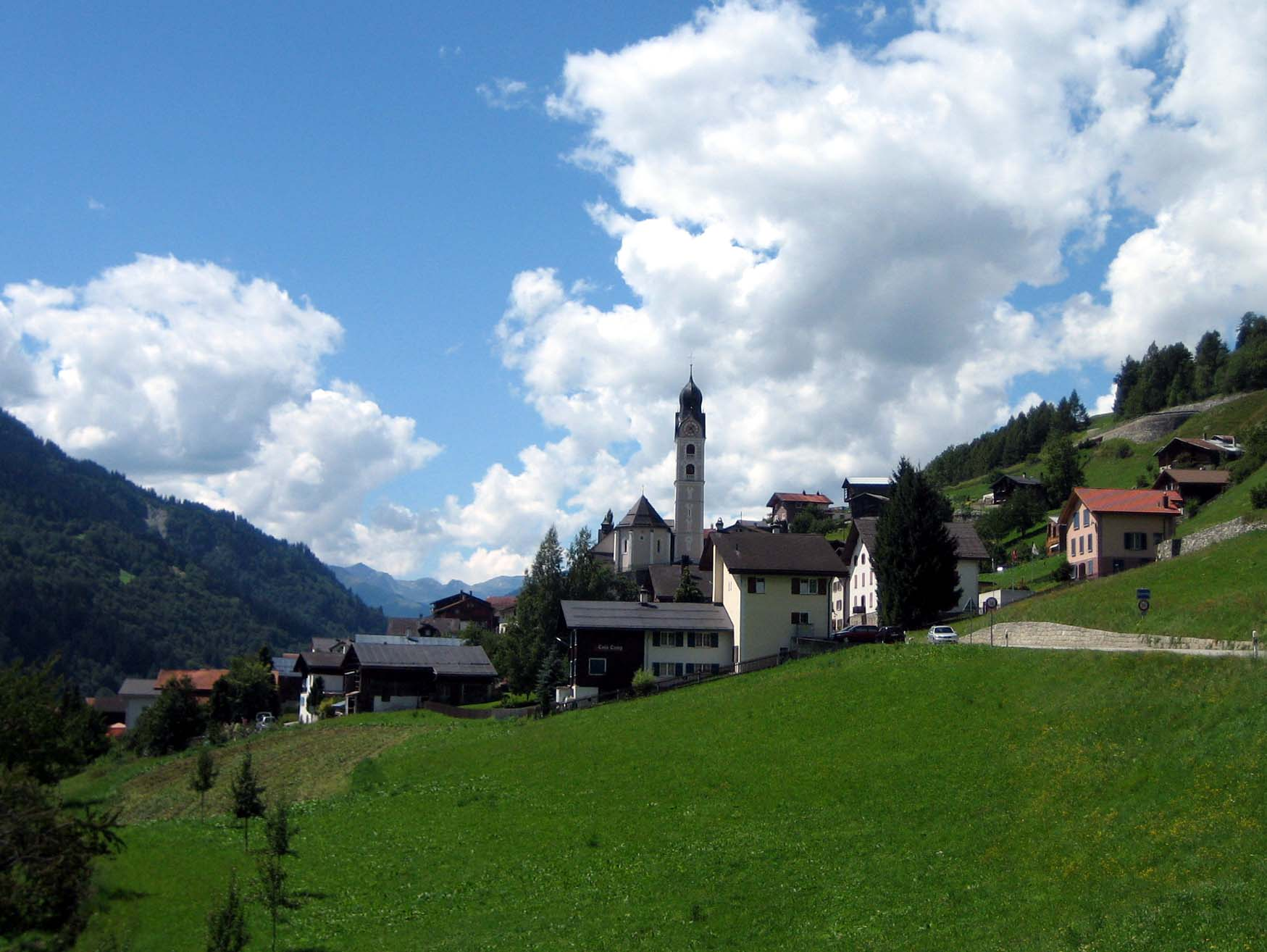
Visão da comuna

É chamada de Somvix em alemão.

## Idiomas
A língua oficial de Sumvitg é o  romanche.
| Idiomas em Sumvitg |               |               |               |               |               |               |
| Idioma             | Censo de 1980 | Censo de 1980 | Censo de 1990 | Censo de 1990 | Censo de 2000 | Censo de 2000 |
| Idioma             | Número        | %             | Número        | %             | Número        | %             |
| Romanche           | 1135          | 95 %          | 1131          | 92 %          | 1236          | 90 %          |
| Alemão             | 59            | 5 %           | 98            | 8 %           | 137           | 10 %          |
| Habitantes         | 1195          | 100 %         | 1230          | 100 %         | 1374          | 100 %         |